# Simaetha
Simaetha is een geslacht van spinnen uit de familie springspinnen (Salticidae).

## Soorten
De volgende soorten zijn bij het geslacht ingedeeld:
- Simaetha almadenensis Żabka, 1994
- Simaetha atypica Żabka, 1994
- Simaetha broomei Żabka, 1994
- Simaetha castanea Lessert, 1927
- Simaetha cingulata (Karsch, 1891)
- Simaetha colemani Żabka, 1994
- Simaetha damongpalaya Barrion & Litsinger, 1995
- Simaetha deelemanae Zhang, Song & Li, 2003
- Simaetha furiosa (Hogg, 1919)
- Simaetha gongi Peng, Gong & Kim, 2000
- Simaetha knowlesi Żabka, 1994
- Simaetha laminata (Karsch, 1891)
- Simaetha makinanga Barrion & Litsinger, 1995
- Simaetha paetula (Keyserling, 1882)
- Simaetha papuana Żabka, 1994
- Simaetha reducta (Karsch, 1891)
- Simaetha robustior (Keyserling, 1882)
- Simaetha tenuidens (Keyserling, 1882)
- Simaetha tenuior (Keyserling, 1882)
- Simaetha thoracica Thorell, 1881